# Geerike Schreurs
Geerike Schreurs (* 19. Mai 1989 in Zwolle) ist eine niederländische Radrennfahrerin, die im Gravel und im Straßenradsport aktiv ist.

## Sportlicher Werdegang
Ihre sportliche Karriere begann Schreurs beim Volleyball. 2008 lernte sie Anna van der Breggen kennen, die sie zum Radsport brachte. 2012 und 2013 fuhren beide gemeinsam im Sengers Ladies Cycling Team. Nach der Saison 2013 entschied sich Schreurs, ihre Karriere im Radsport aufzugeben und war danach nur noch bei Rennen in ihrer Heimat aktiv. Sie machte einen Abschluss in Sportwissenschaften und arbeitete danach als Betreuerin in Radsportteams, zuletzt fünf Jahre bei Lidl-Trek.  Zum Erhalt ihrer eigenen Fitness war sie nur noch gelegentlich mit dem Rad unterwegs. Während eines Aufenthalts in Girona verliebte sich Schreurs in die vielen unbefestigten Straßen der Region und begann hobbymäßig an Gravelrennen teilzunehmen. 2023 erzielte sie, immer noch Vollzeit arbeitend, konstante Leistungen und sicherte sich den vierten Platz in der Gesamtwertung der Gravel Earth Series und gewann das schwedische Rennen der UCI Gravel World Series.
Nach ihren Erfolgen in der Saison 2023 entschied sich Schreurs, ihren Beruf vorerst aufzugeben und in den Radsport zurückzukehren. Auf Vermittlung von Anna van der Breggen bekam sie ab 2024 einen Vertrag beim Team SD Worx-Protime, wo sie als Gravelfahrerin zwar keinen Anspruch auf ein WorldTour-Gehalt hatte, aber Ausrüstung und Rennunterstützung von Specialized sowie Zugang zu Trainerstab und Teamcamps des Teams erhielt. Im Verlauf der Saison 2024 erzielte sie mehrfach Podiumsplatzierungen, unter anderem Gewann sie The Gralloch, das schottische Rennen der Gravel World Series. Beim Unbound Gravel belegte sie den zweiten Platz hinter Rosa Klöser.
Seit der Saison 2025 ist Schreurs festes Mitglied im UCI Women’s WorldTeam von SD Worx-Protime und soll neben dem Gravel vermehrt an Straßenrennen teilnehmen.

## Erfolge
2023
- Gravel Grit ’n Grind, UCI Gravel WorldSeries Schweden

2024
- The Gralloch, UCI Gravel WorldSeries Schottland